# Johan Le Bon
Pour les articles homonymes, voir Le Bon.
Johan Le Bon, né le 3 octobre 1990 à Lannion, est un coureur cycliste français dont la carrière professionnelle s'étend de juillet 2009 à février 2021. Il a notamment remporté le championnat du monde sur route juniors en 2008.

## Biographie

### Jeunesse et carrière amateur
Johan Le Bon est le fils de l'ancien cycliste professionnel Dominique Le Bon. Il fait ses débuts en cyclisme à neuf ans, au club Lannion cyclisme, d'abord en VTT pendant trois ans, puis sur route,. En 2004, il remporte le championnat des  minimes. L'année suivante, il est champion de Bretagne en catégorie cadets. Il se classe quatrième du championnat de France de cette catégorie en 2006.
En 2007, il rejoint l'UC Briochine et passe en catégorie junior. Avec huit succès, il est quatrième du challenge national junior.  En juillet 2008, il remporte le championnat d'Europe junior puis le championnat du monde junior. Il remporte également cette même année la Classique des Alpes juniors. Ces succès lui valent d'être considéré par les observateurs, comme un futur grand coureur et de recevoir le Vélo d'or Juniors.
L'année 2009, le voit quitter le circuit junior. Il obtient son premier résultat probant le  22 mars, en prenant la troisième place de la Flèche de Locminé. Puis, il termine troisième du Chrono d'Or derrière les deux coureurs de Creusot Cyclisme, Jean-Christophe Péraud et Frédéric Finot. Il remporte le 17 mai sa première victoire chez les espoirs, un contre-la-montre sur le Loire-Atlantique espoirs. Par la suite, il remporte en juin la Coupe des nations Ville Saguenay, une des épreuves de la Coupe des Nations Espoirs. Très régulier sur l'épreuve, il ne gagne pas d'étape mais termine à quatre reprises dans les quatre premiers.

### Carrière professionnelle

#### Bretagne-Schuller (2009-2012)

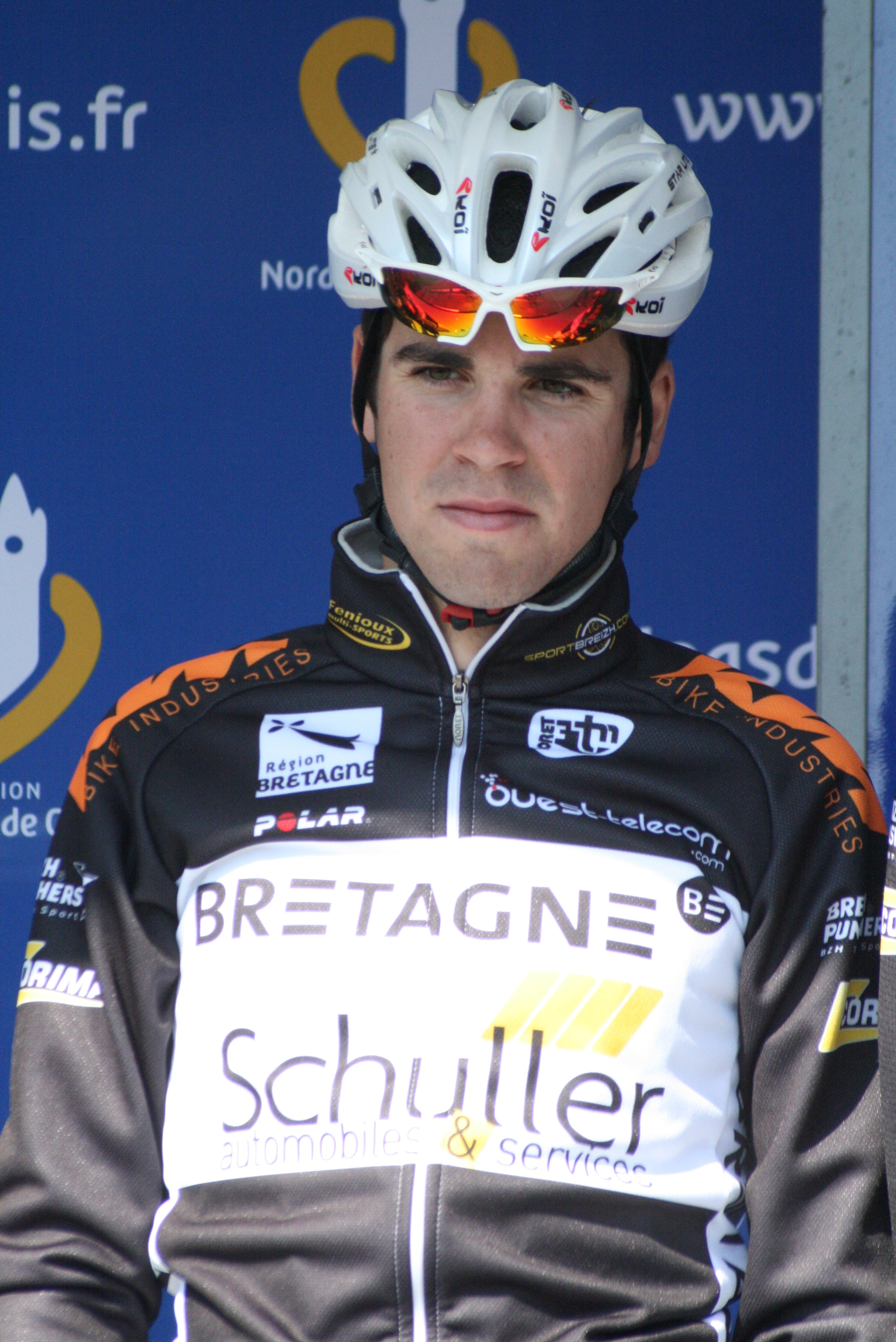
Johan Le Bon lors des Quatre Jours de Dunkerque 2011.

Johan Le Bon passe professionnel le 1er juillet 2009 au sein de l'équipe professionnelle française Bretagne-Schuller. Il abandonne lors de la première course professionnelle à laquelle il participe, la première étape de Paris-Corrèze. Il participe aux championnats du monde des moins de 23 ans à Mendrisio, où il est 29e du contre-la-montre. 
Le 28 février 2010, après plusieurs mois sans victoire, il remporte la Route bretonne, épreuve élite nationale. Il s'agit de sa première victoire en tant que professionnel. Il s'adjuge début juin, la troisième étape de la Coupe des nations Ville Saguenay, course réservée aux espoirs dont il est le tenant du titre. En juillet, il obtient au Kreiz Breizh Elites ses deux premières victoires sur une course du calendrier international de l'Union cycliste internationale en remportant la troisième étape et le classement général final. Il termine début août, troisième de Paris-Corrèze. À la fin de la saison 2010, il est sélectionné par Bernard Bourreau pour participer au championnat du monde dans la catégorie espoirs (moins de 23 ans) à Melbourne, en Australie. Il prend la onzième place de l'épreuve contre-la-montre et abandonne lors de la course en ligne.
Deuxième de Paris-Mantes en Yvelines en 2011, il remporte aussi le grand prix de la montagne du Tour de Picardie cette année-là. En août, il devient  champion de France du contre-la-montre espoirs à Ussel. Avec l'équipe de France espoirs, il est septième du championnat d'Europe et dix-neuvième du championnat du monde de cette spécialité.
En 2012, il conserve son titre de champion de France. Il gagne également une étape du Tour de Thuringe, dont il prend la deuxième place finale derrière Rohan Dennis. En septembre, il est onzième du championnat du monde du contre-la-montre espoirs.
À l'issue de la saison 2012, il quitte l'équipe Bretagne, déçu des résultats qu'il a obtenu durant les années qu'il y a passées, mais satisfait de sa progression.

#### FDJ (2013-2017)
Johan Le Bon rejoint en 2013 l'équipe World Tour FDJ pour un an. Il demande à participer aux classiques, principalement les Flandriennes. Il commence sa saison au Tour du Qatar avec un rôle d'équipier pour le sprinteur Nacer Bouhanni. En mars, il termine cinquième des Trois jours de Flandre-Occidentale, après avoir pris la septième place du prologue inaugural. Ce même mois il finit quatrième des Trois Jours de La Panne après avoir travaillé lors de la première étape pour son leader Arnaud Démare. En avril, il connaît son premier podium avec la FDJ derrière son coéquipier Francis Mourey au Tro Bro Leon. Il est ensuite sélectionné par Marc Madiot pour participer à son premier grand tour, le Tour d'Italie, qu'il termine à la 115e position. En juillet, Le Bon tombe à son domicile, ce qui lui entraine une fracture à un péroné et une entorse à une cheville. En septembre, les dirigeants de la FDJ.fr annoncent que son contrat est prolongé.
Visant plus spécifiquement les courses flamandes en 2014, Le Bon vit en Belgique du début de saison à Paris-Roubaix. Dix-septième du Circuit Het Nieuwsblad pour le début des Flandriennes, il améliore son classement de 2013 aux Trois jours de Flandre-Occidentale en étant deuxième du prologue puis troisième du classement général.
En 2015, Le Bon est atteint d'une mononucléose en début de saison. Il renoue avec la victoire en s'adjugeant le Prologue des Boucles de la Mayenne en juin. Au niveau UCI World Tour, il gagne la cinquième étape de l'Eneco Tour durant l'été à l'issue d'une échappée où il lâche Dylan van Baarle dans les derniers kilomètres. En fin de saison il se classe troisième du Chrono des Nations-Les Herbiers-Vendée derrière le champion du monde du contre-la-montre Vasil Kiryienka et le Polonais Marcin Białobłocki.
En mars 2016, il prend la deuxième place du contre-la-montre de Tirreno-Adriatico, à 13 secondes derrière le Suisse Fabian Cancellara et devant Tony Martin.
Il est remplaçant pour le contre-la-montre dans la sélection française constituée pour le premier championnat d'Europe sur route professionnel disputé à Plumelec. Le Bon est ensuite sélectionné avec son coéquipier Jérémy Roy pour disputer le contre-la-montre des championnats du monde 2016 disputés au Qatar.
En juillet 2017 il est présélectionné par Cyrille Guimard pour participer aux championnats d'Europe de cyclisme sur route. Au deuxième semestre de la même année, il s'adjuge le prologue du Tour de l'Ain et devient le premier leader de l'épreuve. 

#### B&B Hotels-Vital Concept (2018-2020)
Au mois d'août 2017, il s'engage avec la nouvelle équipe continentale professionnelle créée par Jérôme Pineau. Il étrenne pour la première fois son nouveau maillot sur l’Étoile de Bessèges où, 9e du contre-la-montre final, il s'adjuge la 10e place du classement général. Le 11 mars, il termine 9e du Tour de Drenthe avant de prendre le départ de trois classiques World Tour, le GP E3, Gand-Wevelgem et le Tour des Flandres (abandon sur les trois épreuves). Le 18 avril, il participe également à la Flèche wallonne (abandon). Il enchaîne par le Tour de Bretagne où il décroche une 3e place d'étape. Il se distingue en août sur le Tour du Danemark, 11e du classement général puis sur le Chrono des Nations mi-octobre (9e).
Sur la première partie de saison 2019, il ne prend part qu'au Tour d'Oman avant d'être opéré de l'artère iliaque le 1er mars. Il reprend la compétition en juin sur le Tour de Belgique. Comme la saison précédente, il s'adjuge la 11e place du classement général du Tour du Danemark. Son équipe annonce sa prolongation pour la saison 2020 en octobre. Souffrant encore de la jambe gauche, il est de nouveau opéré le 10 octobre de l'artère iliaque.
Le 15 février 2020, il remporte la Malaysian International Classic Race, son premier succès depuis 2017. De retour en Europe, il abandonne lors de la deuxième étape du Tour des Alpes-Maritimes après avoir été lâché dès les premiers kilomètres. La saison étant suspendue à cause de la pandémie de Covid-19, il ne retrouve la compétition que le 1er août sur les Strade Bianche. Il ne prend part ensuite qu'au Tour de Savoie Mont-Blanc, au contre-la-montre et à la course en ligne du championnat de France, au Tour du Doubs, au GP d'Isbergues et à Paris-Camembert. Le 1er octobre, il annonce que son contrat n'est pas prolongé pour la saison 2021.

#### Cambodia Cycling Academy (2021)
Le 11 décembre 2020, il annonce s'être engagé avec l'équipe continentale Cambodia Cycling Academy pour la saison 2021. Début février, alors que l'équipe n'est toujours pas enregistrée par l'UCI, elle bénéficie d'une dérogation pour pouvoir participer à l’Étoile de Bessèges. La situation n'ayant pas évolué auprès de l'UCI, il rejoint l'équipe amateur Dinan Sport Cycling le 8 mars.

### Retour chez les amateurs
De retour chez les amateurs, Johan Le Bon enchaîne les victoires. Il remporte dix-sept courses lors de la saison 2021, dont le Saint-Brieuc Agglo Tour, Les Trois Jours de Cherbourg, l’Estivale bretonne, le Tour du Loiret, une étape du Kreiz Breizh ou le Prix Gilbert-Bousquet. 
Sollicité par deux équipes professionnelles de troisième division (le Team U Nantes Atlantique et Xeliss Roubaix Lille Métropole), Johan Le Bon choisit de rester chez les amateurs pour la saison 2022 : « J'ai trouvé un rythme de vie qui me convient à la perfection. »
En août 2023, il annonce dans Le Télégramme la fin de sa carrière de cycliste en fin d'année.

## Style
Initialement à l'aise en contre-la-montre où il obtient plusieurs titres nationaux en catégories de jeunes, Johan Le Bon continue de travailler cet exercice spécifique une fois passé professionnel, notamment après avoir rejoint l'équipe FDJ. Le Bon se spécialise également sur les classiques flandriennes pour épauler ses coéquipiers Yoann Offredo, Arnaud Démare ou Matthieu Ladagnous,.

## Palmarès
| - 2005 - Champion de Bretagne sur route cadets - 2007 - 2e étape de la Ronde des vallées - Tour de la Vallée de la Trambouze - 3e de la Ronde du Printemps - 2008 - Champion du monde sur route juniors - Champion d'Europe sur route juniors - Ronde du Printemps - Classique des Alpes juniors - Tour de la Vallée de la Trambouze : - Classement général - 1re étape (contre-la-montre) - Tour du Morbihan Juniors - Prix de la Saint-Laurent juniors - Ronde des vallées : - Classement général - Prologue - 2e du championnat de France du contre-la-montre juniors - 3e du championnat d'Europe du contre-la-montre juniors - 3e du Tour d'Istrie - 2009 - Plaintel-Plaintel - Étoile de Tressignaux - 2e étape du Loire-Atlantique espoirs (contre-la-montre) - Classement général de la Coupe des nations Ville Saguenay - 2e du Grand Prix de Montamisé - 3e de la Flèche de Locminé - 2010 - Route bretonne - 3e étape de la Coupe des nations Ville Saguenay - Kreiz Breizh Elites : - Classement général - 3e étape - 2e des Boucles de la Soule - 2e du championnat de France du contre-la-montre espoirs - 3e de Paris-Corrèze - 2011 - Champion de France du contre-la-montre espoirs - 2e de Paris-Mantes en Yvelines - 6e du championnat d'Europe du contre-la-montre espoirs - 2012 - Champion de France du contre-la-montre espoirs - 2e étape du Tour de Thuringe - 2e du Tour de Thuringe - 2013 - 2e du Tro Bro Leon - 3e du championnat de France du contre-la-montre - 2014 - 3e des Trois Jours de Flandre-Occidentale - 2015 - Prologue des Boucles de la Mayenne - 5e étape de l'Eneco Tour - 3e du Chrono des Nations-Les Herbiers-Vendée | - 2016 - 3e du Duo normand (avec Marc Fournier) - 2017 - Prologue et 1re étape des Boucles de la Mayenne - Prologue du Tour de l'Ain - 2e des Boucles de la Mayenne - 2e de la Polynormande - 2020 - Malaysian International Classic Race - 2021 - Champion de Bretagne du contre-la-montre - Grand Prix Gilbert-Bousquet - Tour du Loiret : - Classement général - 1re et 3e étapes - Grand Prix de la Saint-Pierre - 3e étape du Tour de Côte-d'Or - Ronde du Viaduc - 2e étape de la Kreiz Breizh Elites - Estivale bretonne : - Classement général - 3e étape - 4e et 6e épreuves de la Ronde Finistérienne - Saint-Brieuc Agglo Tour : - Classement général - 2e étape (contre-la-montre) - Trois Jours de Cherbourg : - Classement général - 1re étape - 2e du Grand Prix de Dinan - 2022 - Route bretonne - Grand Prix Gilbert-Bousquet - Grand Prix de Noyal - Tour de Bretagne : - Classement général - 2e et 7e étapes - Classement général de l'Essor breton - 1re épreuve de la Ronde Finistérienne - 3e étape du Saint-Brieuc Agglo Tour - Grand Prix de Plouay amateurs - 2e de la Flèche de Locminé - 2e du Tour de Rhuys - 3e de La Melrandaise - 3e de la Ronde du Viaduc - 3e du Saint-Brieuc Agglo Tour - 2023 - Grand Prix de Rennes Liberté - Grand Prix de Saint-René Hillion - 3e épreuve de la Ronde Finistérienne - 2e du Prix de Plougonven-Coatélan - 2e du Tour de Rhuys - 3e de la Ronde Briochine - 3e du Tour des Mauges |  |

## Résultats sur les grands tours

### Tour d'Italie
2 participations
- 2013 : 115e
- 2014 : 89e

### Tour d'Espagne
3 participations
- 2014 : 79e
- 2016 : abandon (14e étape)
- 2017 : abandon (9e étape)

## Classements mondiaux
| Année                                 | 2009 | 2010 | 2011 | 2012 | 2013 | 2014 | 2015 | 2016 | 2017 | 2018 | 2019  | 2020 | 2021  | 2022 |
| ------------------------------------- | ---- | ---- | ---- | ---- | ---- | ---- | ---- | ---- | ---- | ---- | ----- | ---- | ----- | ---- |
| UCI World Tour                        |      |      |      |      | nc   | nc   | 165e | 198e | nc   | nc   |       |      |       |      |
| Classement mondial                    |      |      |      |      |      |      |      | 268e | 353e | 665e | 1553e | 303e | 1576e | 919e |
| UCI Europe Tour                       | nc   | 151e | 310e | 224e |      |      |      | 136e | 169e | 403e | 1032e | 251e | 1110e | 675e |
| UCI America Tour                      | 41e  | 248e | nc   | nc   |      |      |      | nc   | nc   | nc   |       |      |       |      |
|                                       |      |      |      |      |      |      |      |      |      |      |       |      |       |      |
| Légende : nc = non classéSource : UCI |      |      |      |      |      |      |      |      |      |      |       |      |       |      |

## Distinctions
- Vélo d'or Juniors : 2008